# Parafia Matki Bożej Pocieszenia w Manasterzu
Parafia Matki Bożej Pocieszenia w Manasterzu − parafia rzymskokatolicka znajdująca się w archidiecezji przemyskiej, w dekanacie Sieniawa.

## Historia
Manasterz od początków swego istnienia należał parafii w Jarosławiu. W 1622 roku uciekinierzy z Jarosławia, którzy schronili się w Wiązownickich lasach przed epidemią zarazy, zbudowali w Wiązownicy drewnianą kaplicę pw. św. Walentego. W 1720 roku Walenty Szumanowski rozpoczął budowę kościoła w Wiązownicy, a w 1753 roku bp Wacław Hieronim Sierakowski przydzielił Manasterz, Czerwoną Wolę, Nielepkowice i Piwodę do Kapelani w Wiązownicy. 
Gdy w 1865 roku powstała parafia w Wiązownicy, w jej skład weszły też Manasterz i Czerwona Wola. W 1937 roku z inicjatywy ks. Stanisława Sudoła, rozpoczęto budowę kościoła według projektu arch. dra Czesława Thullie i prof. inż. Romana Völpela. W czasie II wojny światowej budowa była przerwana. W 1950 roku mieszkańcy prosili o przydzielenie kapłana, w odpowiedzi na to żądanie bp Franciszek Barda  przydzielił ks. Edwarda Dręgę, który był w Manasterzu do 1952 roku. Po ukończeniu budowy kościół pw. Matki Bożej Pocieszenia został 2 września 1951 roku poświęcony przez bpa Wojciecha Tomakę. 
W 1952 roku została erygowana ekspozytura w Manasterzu, z wydzielonego terytorium parafii w Wiązownicy. W 1958 roku artysta Stanisław Gross wykonał polichromię. 1 września 2002 roku odbyła się konsekracja kościoła, której dokonał abp Józef Michalik. 
Na terenie parafii w Czerwonej Woli, przy domu zakonnym Sióstr Służebniczek Starowiejskich znajduje się kaplica filialna pw. Matki Bożej Królowej Polski.
Na terenie parafii jest 1 155 wiernych (w tym: Manasterz – 690, Czerwona Wola – 486).
Proboszczowie parafii:
1950–1952. ks. Edward Dręga (ekspozyt).
1952–1966. ks. Feliks Karasiński (ekspozyt).
1966–1984. ks. Marian Marchut.
1984–1991. ks. Józef Sądej.
1991–2004. ks. Franciszek Kida.
2004–2015. ks. kan. Tadeusz Bernat.
2015–2017. ks. Krzysztof Zygar.
2017– nadal ks. Krzysztof Majder.